# Cymatoderma africanum
Cymatoderma africanum är en svampart som beskrevs av Boidin 1960. Cymatoderma africanum ingår i släktet Cymatoderma och familjen Meruliaceae.   Inga underarter finns listade i Catalogue of Life.